# Enterrado vivo
Enterrado vivo (título original: Buried Alive) es un telefilme de terror y suspenso de 1990 dirigido por Frank Darabont y protagonizado por Tim Matheson, Jennifer Jason Leigh y William Atherton.

## Argumento
Clint Goodman es un empresario de construcción que vive en un pueblo. Vive feliz sin saber que su mujer Joanna mantiene un romance con su ginecólogo Cortland. Cansada de su doble vida, Joanna busca divorciarse de él, pero su amante le convence a que lo envcenene para así obtenerlo todo, venderlo y con el dinero, que sería mucho, irse ambos del pueblo.
Ella accede y le envenena con un veneno que le proporciona Cortland y cuyos efectos son idénticos a los de un ataque al corazón. Luego lo entierran en un baúl barato. Lo que no saben, sin embargo es, que ha sobrevivido, a pesar de todo el envenenamiento, puede salirase del baúl, en la que está enterrado y tramar su venganza a ambos.
Consigue encerrarlos en su casa, se encarga que Cortland sea víctima de su propio veneno, mientras que entierra viva luego a su mujer teniendo al lado a Cortland en el mismo ataúd que él hizo para ambos para ese propósito. Luego se va de la ciudad para no volver.

## Reparto
| Actor                | Personaje                |
| -------------------- | ------------------------ |
| Tim Matheson         | Clint Goodman            |
| Jennifer Jason Leigh | Joanna Goodman           |
| William Atherton     | Cortland 'Cort' van Owen |
| Hoyt Axton           | Sheriff Sam Eberly       |
| Jay Gerber           | Quintan                  |
| Wayne Grace          | Bill Scorby              |
| Donald Hotton        | Reynolds                 |

## Producción
El presupuesto de la película fue de 2 millones dólares.

## Recepción
El telefilme tuvo éxito de audiencia. Por ello se realizó más tarde una secuela dirigida por Tim Matheson, también para la televisión por cable.
Hoy en día el telefilme ha sido valorado en los portales informáticos. En IMDb, con 4.759 votos registrados al respecto, la película obtiene en ese portal una media ponderada de 6,5 sobre 10. En Rotten Tomatoes las más de 1.000 valoraciones de usuarios del portal le dan al telefilme una valoración media de 3,3 de 5, de los cuales el 49% de ellas lo consideran "fresco".